# Holendry
Holendry es un pueblo de Polonia, en Mazovia. Se encuentra en el distrito (Gmina) de Wilga, perteneciente al condado (Powiat) de Garwolin. Se encuentra aproximadamente a 20 km al oeste de Garwolin, y a 50 km al sureste de Varsovia.  Su población es de 69 habitantes
Entre 1975 y 1998 perteneció al voivodato de Siedlce.